# Herrarnas 1 500 meter i hastighetsåkning på skridskor vid olympiska vinterspelen 1972
Herrarnas 1 500 meter i skridsko avgjordes den 6 februari 1972 på Makomanai Open Stadium. Loppet vanns av Ard Schenk från Nederländerna.
39 deltagare från 16 nationer deltog i tävlingen.

## Rekord
Gällande världsrekord och olympiska rekord före Vinter-OS 1972:
| Världsrekord     | Ard Schenk (NED)   | 1:58,7 | Davos, Schweiz      | 16 januari 1971  |
| Olympiskt rekord | Kees Verkerk (NED) | 2:03,4 | Grenoble, Frankrike | 16 februari 1968 |

Följande nytt olympiskt rekord sattes under tävlingen.
| Datum      | Idrottare  | Nation        | Tid     | OR | VR |
| ---------- | ---------- | ------------- | ------- | -- | -- |
| 6 februari | Ard Schenk | Nederländerna | 2:02,96 | OR |    |

## Medaljörer
| Gren        | Guld                     | Guld         | Silver              | Silver  | Brons                 | Brons   |
| 1 500 meter | Ard Schenk Nederländerna | 2:02,96 (OR) | Roar Grønvold Norge | 2:04,26 | Göran Claeson Sverige | 2:05,89 |

## Resultat
| Placering | Idrottare               | Nation         | Tid     | Noteringar |
| --------- | ----------------------- | -------------- | ------- | ---------- |
| 1         | Ard Schenk              | Nederländerna  | 2:02,96 | (OR)       |
| 2         | Roar Grønvold           | Norge          | 2:04,26 |            |
| 3         | Göran Claeson           | Sverige        | 2:05,89 |            |
| 4         | Bjørn Tveter            | Norge          | 2:05,94 |            |
| 5         | Jan Bols                | Nederländerna  | 2:06,58 |            |
| 6         | Valerij Lavrusjkin      | Sovjetunionen  | 2:07,16 |            |
| 7         | Dan Carroll             | USA            | 2:07,24 |            |
| 8         | Kees Verkerk            | Nederländerna  | 2:07,43 |            |
| 9         | Johnny Höglin           | Sverige        | 2:08,11 |            |
| 10        | Kimmo Koskinen          | Finland        | 2:08,18 |            |
| 11        | Svein-Erik Stiansen     | Norge          | 2:08,63 |            |
| 12        | Gerd Zimmermann         | Västtyskland   | 2:08,95 |            |
| 13        | Dag Fornæss             | Norge          | 2:09,52 |            |
| 14        | Gary Jonland            | USA            | 2:09,55 |            |
| 15        | Göran Johansson         | Sverige        | 2:09,66 |            |
| 16        | Johan Granath           | Sverige        | 2:10,21 |            |
| 17        | Jouko Salakka           | Finland        | 2:10,22 |            |
| 18        | Bruno Tonioli           | Italien        | 2:10,24 |            |
| 19        | Eddy Verheijen          | Nederländerna  | 2:10,96 |            |
| 20        | Mutsuhiko Maeda         | Japan          | 2:11,09 |            |
| 21        | Valerij Muratov         | Sovjetunionen  | 2:11,83 |            |
| 22        | Kiyomi Ito              | Japan          | 2:11,96 |            |
| 23        | Bob Hodges              | Kanada         | 2:12,13 |            |
| 24        | Colin Coates            | Australien     | 2:12,14 |            |
| 25        | Bill Lanigan            | USA            | 2:12,31 |            |
| 26        | Kevin Sirois            | Kanada         | 2:13,99 |            |
| 27        | Giancarlo Gloder        | Italien        | 2:14,07 |            |
| 28        | Seppo Hänninen          | Finland        | 2:14,52 |            |
| 29        | David Hampton           | Storbritannien | 2:14,60 |            |
| 30        | Clark King              | USA            | 2:14,83 |            |
| 31        | Otmar Braunecker        | Österrike      | 2:14,88 |            |
| 32        | Herbert Schwarz         | Västtyskland   | 2:15,42 |            |
| 33        | Richard Tourne          | Frankrike      | 2:16,37 |            |
| 34        | Leo Linkovesi           | Finland        | 2:16,86 |            |
| 35        | Jeong Chun-gu           | Sydkorea       | 2:17,36 |            |
| 36        | Andy Barron             | Kanada         | 2:17,71 |            |
| 37        | John Blewitt            | Storbritannien | 2:18,96 |            |
| 38        | Luvsanikhagvyn Dashnyam | Mongoliet      | 2:20,42 |            |
| 39        | Jim Lynch               | Australien     | 2:26,69 |            |